# Grand lac Nominingue
Pour les articles homonymes, voir Nominingue (homonymie).
Le Grand lac Nominingue est un plan d'eau douce situé dans la municipalité de Nominingue, dans la municipalité régionale de comté (MRC) de Antoine-Labelle, dans la région administrative des Laurentides, au Québec, au Canada.
À partir du milieu du XIXe siècle, la foresterie a été l'activité économique domininante du secteur. Dès la fin du XIXe siècle, les activités récréotouristiques ont été mis en valeur notamment grâce au train du nord. Aujourd'hui, la villégiateur particulièrement autour du Grand lac Nominingue et du Petit lac Nominingue constitue un apport économique significatif. Ces plans d'eau attirent particulièrement les plaisanciers en été et les amateurs de véhicules motorisés en hiver, tels les autoneiges et les VTT.

## Géographie
Le Grand lac Nominingue est situé à 6,4 km à l'ouest du centre du village de Rivière-Rouge, à 16 km au sud du Réservoir Kiamika, à 41 km à l'est de Mont-Laurier, à 40 km au nord-ouest de Mont-Tremblant.
Ses bords dentelés et ses nombreuses baies peu profondes, d'une profondeur moyenne estimée à près de 12 mètres, tracent plus de 50 km de circonférence.
Selon une étude publiée en juillet 2001 par la firme Biofilia, 54 % de la superficie du lac couverte par cette dernière serait considérée comme oligotrophe, soit un état pauvre en nutriments et biologiquement non productif. De plus, l'eau est qualifiée comme riche en oxygène. Un organisme, l'Association des Résidents du Grand Lac Nominingue, veille à la préservation de son environnement.
Son bassin versant a une superficie de plus 400 km2. Ces caractéristiques physiques sont somme toute très rares et confèrent au Grand lac Nominingue un potentiel extraordinaire.
L'apport d'eau au Grand lac Nominingue provient de trois sources principales et de cinq ruisseaux secondaires :
- la rivière Saguay (à travers le Petit lac Nominingue) qui arrive du sud du lac,
- la décharge du lac Alexandre, venant du nord ;
- le ruisseau Jourdain située au nord du lac, près de la décharge du lac,
- le ruisseau Riopel, venant du nord-est, drainant les lac Noir et Rioux ;
- la décharge du Petit lac Vaseux, venant de l'est ;
- la décharge du lac au Héron et du Petit lac Labelle, venant de l'est ;
- la décharge du lac Vignal, venant du nord-ouest et qui se déverse dans la baie à Saint-Jean, sur la rive ouest du lac ;
- la décharge du lac Vert, venant du nord-ouest et qui se décharge dans la baie à Saint-Jean, sur la rive-ouest.

Ces apports confèrent un temps de renouvellement de l'eau du lac d'environ un an ; ce qui est très court en comparaison de la moyenne de 10 ans pour les lacs québécois. C'est là un avantage marqué pour le lac.
Le Grand lac Nominingue comporte la baie Champagne (à l'est), la baie des Filion (à l'est), la baie de Bellerive (au sud), la baie Richard (au sud) près du village de Nominingue et la baie à Saint-Jean (à l'ouest).

## Toponymie
Le nom du lac provient de l'algonquin Onamani Sakaigan qui signifie « lac à l'ocre rouge ». Onamani, qui signifie « ocre rouge », étant une variation de Nominingue et Sakaigan signifiant « lac ». Quant au vocable grand, il a été rajouté pour éviter la confusion avec le Petit lac Nominingue, situé plus au sud.
Le toponyme "Grand lac Nominingue" a été officialisé à la Banque des noms de lieux de la Commission de toponymie du Québec.

## Biotope
Comme tous les lacs, le plan d'eau offre une variété d'habitats qui abritent une faune et flore diversifiées qui font le bonheur tant des amateurs de plein-air que des ornithologues et des naturalistes, sans oublier les pêcheurs. Les habitats associés au Grand lac Nominingue incluent le plan d'eau lui-même, avec ses zones profondes et ses fosses, ses baies et ses zones humides, sa rive très découpée et le milieu forestier qui l'encadre. Sa faune aquatique se compose de différentes espèces telles le doré jaune, la touladi, l'achigan à petite bouche, le brochet et le maskinongé. Le lac offre également une variété d'habitats fort intéressante pour la faune aviaire. On y observe entre autres le grand Héron, le huard à collier, différents espèces de canards, des pics, des bruants, etc.